# 風船少女テンプルちゃん
『風船少女テンプルちゃん』（ふうせんしょうじょテンプルちゃん）は、フジテレビ系列ほかで放送されていたテレビアニメである。フジテレビとタツノコプロの共同制作。全26話。

## 概要
音楽好きの少女テンプルが、雲の妖精フワットやタムタム一座と共に音楽隊を結成し、旅を続けるミュージカル仕立てのメルヘン・ファンタジー。タツノコプロ創業者の吉田竜夫は、本作放送開始直前の1977年9月5日に死去しており、最後に携わった作品となった。
製作局のフジテレビでは、1977年10月1日から1978年3月25日まで放送。基本的には毎週土曜 18:00 - 18:30 （日本標準時）にて放送されていた。この時間帯はローカルセールス枠であるため、関西テレビやテレビ新広島のようにこの時間帯に自社製作番組の放送や他番組の遅れネットを行い、本作を別の時間帯に放送、または未放送とする局もあった。
平均視聴率は9.4%。

## 登場人物
テンプル・ファーマー
声 - 滝沢久美子
本作の主人公。バトン・指揮者担当。
音楽が大好きな女の子で、幼いながら指揮者としての腕前はプロのオーケストラの代役を務め、見事に成功させたほどである。フワットと風船（小型の気球）で遊んでいたところを、風の悪戯によって風船ごと遠くへ流されてしまう。その後、旅芸人の親分の下から逃げてきたタムタムたちとともに音楽隊を結成し、故郷の若草村に帰るために旅をする。裕福な家庭で両親に大切にされて育ったため、当初は泣き虫で我侭かつ甘えたところが目立ったが、旅を通じて様々な経験を積み、精神的に大きく成長していく。
タムタム
声 - つかせのりこ
孤児の少年。太鼓担当。
旅芸人一座の親分の下で働いていたが、虐待同然の酷使に耐え切れなくなりドーラたちとともに脱走する。その最中に偶然鉢合わせたテンプルたちの風船に乗り込み、成り行きで一緒に旅をすることになる。
長いこと一人で生きてきたためか非常にしっかり者で、音楽隊のまとめ役。初めは世間知らずのテンプルに不満を覚えることが多かったが次第に好意を抱くようになり、物語終盤には彼女との別れをひどく悲しむようになる。
ドーラ
声 - 緒方賢一
ドラ猫。ギター担当。髭を弦の代わりにして演奏する。
ちょっと太めのドラ猫で、食べ物には目がないところがある。
第11話にて、ひょんなことから知り合った仔連れのメス猫に惚れてしまい、仲間より恋を選んで音楽隊を脱退する。しかし餌場の当てを失い、途方にくれていたところをテンプルたちに助けられ、旅の目的を放棄したことを深く反省し、再び音楽隊に戻った。
ガッペ
声 - 肝付兼太
アヒル。ラッパ担当。口をラッパの形にして演奏する。
気取り屋の三枚目で、自分のことをハンサムだと思っている。
チュッピー
声 - 矢野洋子
ネズミの女の子。フルート担当。
テンプルとは女の子同士仲が良い。その一方で気が強く、疑り深い面がある。
フワット
声 - 久松夕子
雲の妖精の子供。身体の形を自由自在に変えられるので、ホルン、シンバルなど様々な楽器に変形することができる。
偶然出会ったテンプルと意気投合し、風船で一緒に遊んでいたところを前述の経緯で一緒に流されてしまう。テンプルが迷子になった原因を作ってしまったことに責任を感じ、旅に同行する。テンプルに好意を寄せており、タムタムにやきもちを焼くこともあった。
ジミー・ファーマー
声 - 仲木隆司
テンプルの父。若草村の地主で、広い土地を所有している。テンプルにバトンとバトンガールの衣装を買い与えた。
マリー・ファーマー
声 - 友近恵子
テンプルの母。いつも娘のテンプルに優しく接していた。
親分
声 - 今西正男
タムタムたちがいた旅芸人一座の座長。タムタムたちを容赦なくこき使い、折檻も事あるごとにしていた。
第9話で再登場し、テンプルのバトンさばきの腕に目をつけ、タムタムたちもろとも捕らえようとするが、再び逃げられた。
子分
声 - 大久保正信、仲木隆司
親分の手下である2人の男。親分とともに第9話で再登場している。
ナレーター
声 - 谷育子

## スタッフ
- 製作 - 吉田竜夫
クレジット上での表記。本作放送開始直前に死去しており、弟の吉田健二が実質的な製作担当者となっている。
- 企画 - 鳥海尽三、柳川茂
- 原作 - タツノコプロ企画室
- 音楽 - 越部信義
- 連載 - 小学館学習雑誌、めばえ・よいこ、幼稚園・小学一年生
- 制作担当 - 横尾潔、鈴木敏充、内間稔、大野実、高妻知孝（読売広告社）
- チーフディレクター - 原セイタロウ（原征太郎）
- プロデューサー - 永井昌嗣
- 作画 - 入間市郎、高橋由美子、内田まゆみ、北林京子、前田康成、中村清、なかむらたかし、吉田修久、酒井明雄、望月敬一郎、谷田部雄次、高島鉄夫、高橋理恵、中島京子、牧田由美、北条昌子、小国千代子、明石典子、山崎茂、渋谷保徳、南部あき子、長谷川憲生、本多哲、平山則雄、福山政敏
- キャラクターデザイン - 下元明子
- 背景スタイリング - 小林七郎
- 美術監督 - 多田喜久子
- 背景 - 小林プロダクション、アップルズ
- 仕上 - スタジオUFO、シャフト
- 撮影 - 東京アニメーションフィルム、アニメフレンド
- 現像 - 東京現像所
- 編集 - 戸田礼子、三木幸子
- 進行 - 松本尭一、新井正彦、高野和雄
- 録音制作 - ザックプロモーション
- 録音ディレクター - 鳥海俊材
- 効果 - 南部満次（新音響）
- 録音 - 高橋久義
- 制作協力 - アニメフレンド、アニメルーム
- 制作 - フジテレビ、タツノコプロ

## 主題歌
オープニングテーマ ‐「ぼくらは旅の音楽隊」
作詞 - 丘灯至夫 / 作曲・編曲 - 越部信義 / 歌 - 大杉久美子、ヤングフレッシュ（コロムビアレコード）
エンディングテーマ -「風船少女テンプルちゃん」
作詞 - 丘灯至夫 / 作曲・編曲 - 越部信義 / 歌 - 大杉久美子、ヤングフレッシュ（コロムビアレコード）

## 各話リスト
| 話数 | 放送日         | サブタイトル         | 脚本                | 演出                | 作画監督   |
| ---- | -------------- | -------------------- | ------------------- | ------------------- | ---------- |
| 1    | 1977年 10月1日 | まよいご風船         | 鳥海尽三            | 九里一平            | 林政行     |
| 2    | 10月8日        | 雨の中の友情         | 永田俊夫            | 奥田誠治 後藤雷太   | 芦田豊雄   |
| 3    | 10月15日       | サフランの詩（うた） | 久保田圭司 鳥海尽三 | 石黒昇 棚橋一徳     | 芦田豊雄   |
| 4    | 10月22日       | ゴンドラの舟唄       | 山本優              | 石黒昇 後藤雷太     | 宇田川一彦 |
| 5    | 10月29日       | オオカミの森         | 陶山智              | 奥田誠治 後藤雷太   | 宇田川一彦 |
| 6    | 11月5日        | 夢の若草村           | 永田俊夫            | 棚橋一徳            | 芦田豊雄   |
| 7    | 11月12日       | タクトよ心をつなげ   | 陶山智              | 奥田誠治 後藤雷太   | 芦田豊雄   |
| 8    | 11月19日       | バイオリンの少女     | 堀田史門            | 西久保瑞穂          | 芦田豊雄   |
| 9    | 11月26日       | 夢を結ぶリズム       | 永田俊夫            | 棚橋一徳            | 芦田豊雄   |
| 10   | 12月3日        | はらぺこ音楽隊       | 竹内進              | 九里一平 西久保瑞穂 | 林政行     |
| 11   | 12月10日       | ドーラの恋           | 堀田史門            | 大貫信夫 上梨満雄   | 大貫信夫   |
| 12   | 12月17日       | 人質になったテンプル | 佐久正              | 植田秀仁            | 西城隆詞   |
| 13   | 12月24日       | ピヨピヨ行進曲       | 毛利元 鳥海尽三     | 植田秀仁            | -          |
| 14   | 12月31日       | サミーの風船         | 佐藤和男            | 大貫信夫 上梨満雄   | 大貫信夫   |
| 15   | 1978年 1月7日  | ママになったテンプル | 永田俊夫            | 西久保瑞穂          | -          |
| 16   | 1月14日        | 泣きむしロザンナ     | 滝三朗              | 西久保瑞穂          | -          |
| 17   | 1月21日        | ジプシーのうらない   | 寺島アキ子          | 奥田誠治 上梨満雄   | 西城隆詞   |
| 18   | 1月28日        | さくら貝の少女       | 佐久正              | 大貫信夫 上梨満雄   | 大貫信夫   |
| 19   | 2月4日         | 天使像の渡り鳥       | 竹内進              | 西久保瑞穂          | 西城隆詞   |
| 20   | 2月11日        | 空飛ぶ人間           | 三宅直子            | 上梨満雄            | 大貫信夫   |
| 21   | 2月18日        | 雪山の親子           | 山本優              | 植田秀仁            | -          |
| 22   | 2月25日        | チビッコイルカの海   | 竹内進              | 植田秀仁            | 池谷安夫   |
| 23   | 3月4日         | 汽車に乗ったテンプル | 毛利元              | 永樹凡人            | 永木龍博   |
| 24   | 3月11日        | テンプルの花火       | 佐藤和男            | 布川ゆうじ 植田秀仁 | -          |
| 25   | 3月18日        | ふたりの道しるべ     | 酒井あきよし        | 昆進之介 西久保瑞穂 | 池谷安夫   |
| 26   | 3月25日        | 若草村のパパとママ   | 山本優              | 大貫信夫 上梨満雄   | 大貫信夫   |

## 放送局
- フジテレビ（制作局）：土曜 18:00 - 18:30
- 北海道文化放送：土曜 8:30 - 9:00（1977年10月8日 - 1978年4月1日）[3]
- 山形テレビ：月曜 - 金曜 16:00 - 16:30[4]
- 長野放送：土曜 8:00 - 8:30[5]
- 福井テレビ：金曜 17:25 - 17:55[6]
- 鹿児島テレビ：日曜 18:00 - 18:30[7]